# Fuinhas
Fuinhas ist ein Ort und eine ehemalige Gemeinde (Freguesia) im portugiesischen Kreis Fornos de Algodres. Die Gemeinde hatte 92 Einwohner (Stand 30. Juni 2011).
Am 29. September 2013 wurden die Gemeinden Fuinhas und Sobral Pichorro zur neuen Gemeinde União das Freguesias de Sobral Pichorro e Fuinhas zusammengeschlossen.